# نمایه دزی
نمایه دُزی (به انگلیسی: Dosage Index) یک رقم ریاضی است که توسط زادگیران (breeders) اسب‌های مسابقه‌ای تروبرد و گاهی توسط شرط‌بندی‌هایی که در مسابقه‌های اسب‌سواری کم‌توان می‌شوند، برای تعیین کمیت توانایی یا ناتوانی اسب برای مذاکره در فواصل مختلف که در آن مسابقه اسب‌سواری برگزار می‌شود، استفاده می‌شود. این نمایه بر اساس تجزیه و تحلیل شجره‌نامه اسب محاسبه می‌شود.